# Peter Matthews (Radsportler)
Peter Matthews (* 29. Januar 1943 in Liverpool) ist ein ehemaliger britischer Radrennfahrer und nationaler Meister im Radsport.

## Sportliche Laufbahn
Matthews war im Straßenradsport aktiv. Er gewann eine Reihe britischer Eintagesrennen, Einzelzeitfahren und Kriterien, sowie Etappen kürzerer Rundfahrten in Großbritannien. 1968 siegte er in der nationalen Meisterschaft im Straßenrennen der Amateure vor Les West. In der Tour of Irland kam er auf den 8. Rang, 1969 gewann er dort eine Etappe und wurde 7. der Gesamtwertung. 1969 und 1970 gewann er die Star Trophy Road Series, eine Jahreswertung für den besten britischen Straßenfahrer. Altersklassenübergreifend gewann er 366 Radrennen.